# اونکور (شهرستان اوزکند)
اونکور (به لاتین: Üngkür) یک منطقهٔ مسکونی در قرقیزستان است که در شهرستان اوزکند واقع شده‌است. اونکور ۵۸۶ نفر جمعیت دارد و ۱٬۸۴۸ متر بالاتر از سطح دریا واقع شده‌است.